# Luís Adolfo
Luís Adolfo Correia da Costa, mais conhecido como Luís Adolfo (1 de julho de 1856 — ?), foi um advogado e político brasileiro.
Foi senador pelo Estado de Mato Grosso de 1922 a 1926, além de deputado federal de 1894 a 1899 e de 1909 a 1911.